# Epidendrum urbanianum
Epidendrum urbanianum är en orkidéart som beskrevs av Célestin Alfred Cogniaux. Epidendrum urbanianum ingår i släktet Epidendrum och familjen orkidéer. Inga underarter finns listade i Catalogue of Life.